# Balaghat (divisió administrativa)
Balaghat (Damunt dels Ghats) fou el nom de certs districtes del regne de Vijayanagar. S'utilitzava per distingir-lo dels districtes payanghat (sota els Ghats) avui anomenats el Carnàtic.
Al segle xix encara s'anomenaven Balaghat les terres formades pels districtes de Bellary, Kurnool i Cuddapah (Kudapa).